# Thập niên 690 TCN
Thập niên 690 TCN hay thập kỷ 690 TCN chỉ đến những năm từ 690 TCN đến 699 TCN.